# 弗魯特城 (密蘇里州)
弗魯特城（英語：Fruit City）是位於美國密蘇里州雷諾茲縣的非建制地區。

## 歷史
弗魯特城的郵局於1912年設立，其後於1922年停運。

## 地理
弗魯特城所處的海拔為高於海平面329米（即1079英呎），而該地所採用的時區為UTC-6，即北美中部時區（CST）。同時該地設有夏令時間，為UTC-6調快一小時，即UTC-5（CDT）。